# Lăzești (gmina Vadu Moților)
Lăzești – wieś w Rumunii, w okręgu Alba, w gminie Vadu Moților. W 2011 roku liczyła 28 mieszkańców.